# José Antonio Delgado (cantautor)
José Antonio Delgado es un cantautor español nacido en Villamartín (Cádiz) el 15 de julio de 1978, aunque es en la provincia de Málaga donde mayoritariamente desarrolla su carrera musical.

## Biografía
Es ganador del Certamen Andaluz de Canción de Autor 2002, organizado por el Instituto Andaluz de la Juventud, así como del Concurso de Cantautores Espacio Libre, celebrado en Granada en abril del presente año. En noviembre de 2000 queda segundo en el I Certamen de Canción de Autor de Granada Noches en el Harén. También obtuvo premios en el Encuentro Intergeneracional de Granada (2001), Mancurock (Málaga, 2001) y Nómadas (Málaga, 2002).
En abril de 2002 participó activamente en el homenaje que la ciudad de Granada brindó a Carlos Cano, compartiendo escenario con Tontxu y Luis Pastor (2002). Aquel año fue seleccionado para el circuito de canción de autor nacional organizado por el INJUVE y alcanzó las semifinales de las prestigiosas Cantigas de mayo (Ceutí, Murcia), a las cuales volvería al año siguiente para conseguir el tercer premio como acompañante del sevillano Joaquín Calderón.
Compositor de la banda sonora de un cortometraje escrito por Francis Guerrero, profesor de la Facultad de Psicología de la UMA, perteneció al movimiento musical de cantautores Puerta Verde y forma parte del proyecto nacido en Jaén, Escuela de Música.
En el año 2003 se haría con el primer premio en el Certamen IAJ y en 2004 con la guitarra Godin, como ganador del Certamen Villa de Alameda. En febrero de 2006 publica su primer CD, José Antonio Delgado, que cuenta con la producción de Joaquín Calderón e Ismael Sánchez.
A la par de su carrera en solitario, presentó durante 2004 el proyecto Laboratorio, junto a Joaquín Calderón, Pedro Sosa, Adolfo Langa e Ismael Sánchez y, en 2005, La bocana, junto a Nacho Artacho y Miguel Pérez Díaz.

## Redes sociales
- José Antonio Delgado en MYSPACE
- José Antonio Delgado en FACEBOOK
- José Antonio Delgado en TWITTER